# Levante UD FS
La sección de fútbol sala del Levante U. D., conocida como Levante UD FS, es un equipo profesional español de fútbol sala de la ciudad de Valencia. Actualmente participa en la 2.ª División de la RFEF.
A partir de la temporada 2009/2010 el Club Deportivo Dominicos firma un convenio de patrocinio con el Levante U. D., club de fútbol de la Segunda División de España convirtiéndose en una sección deportiva de dicho club.
Al comienzo de la temporada 2013/2014 se produce una fusión de este equipo con el otro conjunto de la ciudad que militaba en la categoría, el UPV Maristas Valencia, cambiando la denominación por la actual.
Disputa sus partidos como local en el Pabellón Municipal de Paterna.
Uno de sus hitos más destacados fue ser subcampeón de la liga en la temporada 20/21, la misma en la cual llegó a semifinales de Copa del Rey y Copa de España y a la temporada siguiente estuvo en la champions de fútbol sala.

## Plantilla 2023/2024[1]
| Puesto  | N.º | Nac.                                   | Nombre                   | Sobrenombre    |
| ------- | --- | -------------------------------------- | ------------------------ | -------------- |
| Portero | 1   | España                                 | Pau Peiró Pastor         | Pau            |
| Portero | 15  | España                                 | Raul Jimenez Lopez       | Raul Jimenez   |
| Portero | 27  | España                                 | Hector Saez Garcia       | Hector         |
| Cierre  | 13  | Argentina                              | Mauro Imanol Sanchez     | Mauro Sanchez  |
| Ala     | 3   | España                                 | Mario Cárceles Rodriguez | Mario Cárceles |
| Ala     | 6   | España                                 | Ignacio Parreño Tebar    | Nacho Parreño  |
| Ala     | 8   | España                                 | Cayetano Catalan Lopez   | Caye           |
| Ala     | 9   | España                                 | Julian Cogollos Gastaldi | Juli           |
| Ala     | 10  | España                                 | Pablo Rochina Troncoso   | Rochina        |
| Ala     | 11  | España                                 | Pedro Navajas Proenza    | Pedrito        |
| Ala     | 12  | Bandera de Brasil                      | Emerson Alves dos Santos | Peléh          |
| Ala     | 14  | España                                 | Juan Jose Moreno Lopez   | Juan Jose      |
| Ala     | 23  | España                                 | Ramon Santos Castellon   | Ramon Santos   |
| Ala     | 48  | España                                 | Antonio Modesto Ibañez   | Toni Modesto   |
| Ala     | 77  | España                                 | Adrian Rubio Varea       | Adri Rubio     |
| Pivot   | 7   | España                                 | Pablo Garcia Escuder     | Pablo Garcia   |
| Pivot   | 17  | Flag of the People's Republic of China | Jianfa Zhuang            | Nonato         |

Entrenador:   Carlos Márquez Martínez - Márquez

## Trayectoria
| Temporada | División           | Posición | Copa de España   | Copa del Rey            |
| --------- | ------------------ | -------- | ---------------- | ----------------------- |
| 2011/12   | Segunda División B | 1.º      |                  | Segunda ronda           |
| 2012/13   | Segunda División   | 9.º      |                  | Primera ronda           |
| 2013/14   | Segunda División   | 1.º      |                  | Dieciseisavos de final  |
| 2014/15   | Primera División   | 14.º     |                  | Cuartos de final        |
| 2015/16   | Primera División   | 9.º      |                  | Dieciseisavos de final  |
| 2016/17   | Primera División   | 12.º     |                  | Semifinalista           |
| 2017/18   | Primera División   | 10.º     |                  | Dieciseisavos de final  |
| 2018/19   | Primera División   | 8.º      | Cuartos de final | Octavos de final        |
| 2019/20   | Primera División   | 7.º      | Cuartos de final | Octavos de final        |
| 2020/21   | Primera División   | 5.º      | Semifinales      | Semifinales             |
| 2021/22   | Primera División   | 10.º     |                  | Octavos de final        |
| 2022/23   | Primera División   | 16.º     |                  | Octavos de final        |
| 2023/24   | Segunda División   | 9.º      |                  | Trentaidosavos de final |